# یکی از این روزها (نمایش تلویزیونی)
یکی از این روزها یک مجموعهٔ نمایشی تلویزیونی (تله‌تئاتر) به کارگردانی «فریدون فرهودی» است که در سال ۱۳۶۷ تولید و از شبکه ۱ سیمای جمهوری اسلامی ایران پخش گردید.

## خلاصه داستان
«ماتیاس»، رئیس‌جمهور یک کشوری خیالی در آمریکای جنوبی به نام «ایندولند»، ترور شده‌است. وزیران او جمع شده و رئیس جمهور جدیدی را انتخاب می‌کنند. سعی می‌کنند فردی نا آگاه را انتخاب کنند تا خودشان بتوانند به نیرنگ و چپاول بپردازند. رئیس جمهور جدید  پس از مدتی با کمک محافظ و دستیار سالم و با اخلاقش از جریان آگاه می‌شود و سعی می‌کند همه مشکلات را حل کنید و دست افراد سود جو را قطع کند. با کمک رئیس جمهورهای قبلی، بدهی به کشور دمولند را می‌پردازد و با این کشور قطع رابطه می‌کند. در این میان، رئیس جمهور، قاتل ماتیاس را شناسایی می‌کند اما از این شناسایی پشیمان می‌شود. با سوءقصد به جان رئیس جمهور، محافظش کشته می‌شود و او پس از این ماجرا، سکته می‌کند.

## بازیگران و عوامل تولید

### بازیگران
- داوود رشیدی در نقش «رئیس جمهور ایندولند»
- ثریا قاسمی در نقش «خدمتکار سیاه‌پوست کاخ ریاست جمهوری ایندولند و رئیس جمهور اوبینا»[۲]
- رضا فیاضی
- بهزاد فراهانی
- حمید مهرآرا
- غلامرضا طباطبایی
- احمد قدکچیان
- منصور والامقام
- حمید  منوچهری
- مرتضی ضرابی
- فخرالدین صدیق‌شریف

محمد عمرانی
- حمیدرضا یعقوبیان[۳]
- علی رامز
- صدرالدین شجره
- منوچهر علیپور[۴]

### عوامل تولید
- کارگردان هنری: فریدون فرهودی
- کارگردان تلویزیونی: هرمز امامی
- نویسنده: رودولفو اوزیگلی
- بازنویسی فیلم‌نامه و تنظیم برای تلویزیون: خسرو شایسته
- موسیقی: سهیل ربیع‌زاده
- تهیه‌کننده: شهنار مهدوی، مهرداد ملک‌زاده
- فرمت پرونده: ویدئویی
- تعداد قسمت‌ها: ۷ قسمت (در مجموع ۲۷۰ دقیقه)
- محصول: گروه فیلم و سریال شبکه ۱ سیمای جمهوری اسلامی ایران
- سال پخش: ۱۳۶۷